# Amine el-Manaoui
Amine El Manaoui (né le 20 novembre 1991 à El Kelaâ des Sraghna) est un athlète marocain spécialiste du demi-fond.

## Carrière
Le 25 juillet 2013, il court le 800 m en 1 min 44 s 96, record personnel. Il se qualifie pour les demi-finales des championnats du monde 2013 à Moscou.

## Palmarès
| Date | Compétition            | Lieu   | Résultat | Épreuve | Temps         |
| ---- | ---------------------- | ------ | -------- | ------- | ------------- |
| 2011 | Championnats panarabes | Al-Aïn | 3e       | 800 m   | 1 min 53 s 73 |